# Le Pêchereau
Le Pêchereau è un comune francese di 2 073 abitanti situato nel dipartimento dell'Indre nella regione del Centro-Valle della Loira.

## Società

### Evoluzione demografica
Abitanti censiti